# Giuba (Sudan del Sud)
Giuba
o Juba
(AFI: /ˈʤuba/; in inglese Juba; in arabo جوبا) è la capitale del Sudan del Sud; la città ha ottenuto questo status da quando il 9 luglio 2011 il paese si è reso indipendente dal Sudan. Fa parte dello Stato federato dell'Equatoria Centrale.

## Geografia fisica
La città è la capitale della contea di Giuba, dell'ex regione dell'Equatoria Centrale, oggi parte dello Stato federale di Jubek e dello stato del Sud Sudan. Giuba è un porto fluviale sulle rive del Nilo Bianco. Parte del suo territorio forma il Parco nazionale di Bandingilo. Nelle vicinanze si trova l'insediamento di Gondokoro, limite navigabile del Nilo Bianco, risalendo da Khartum.

## Popolazione
Nel 2005 la popolazione di Giuba era stimata in 163.442 abitanti. Il 5º censimento sudanese ha avuto luogo nell'aprile/maggio 2008, ma i risultati sono stati contestati dal Sudan del Sud. La città ha una delle più grandi crescite demografiche ed economiche al mondo: infatti Giuba si sta sviluppando molto rapidamente grazie ai proventi del petrolio e agli immigrati cinesi che raggiungono il Paese africano in cerca di lavoro. Nel 2011 la popolazione della città di Giuba è stimata approssimativamente in 372.410 persone.
| Anno              | Popolazione |
| ----------------- | ----------- |
| 1973 (censimento) | 56.737      |
| 1983 (censimento) | 83.787      |
| 1993 (censimento) | 114.980     |
| 2005 (stima)      | 163.442     |
| 2006 (stima)      | 250.000     |
| 2011 (stima)      | 372.410     |

## Infrastrutture e trasporti
La città è collegata al resto del paese dall'Aeroporto Internazionale di Giuba, che è anche il più grande scalo aeroportuale dello stato africano.

## Galleria d'immagini

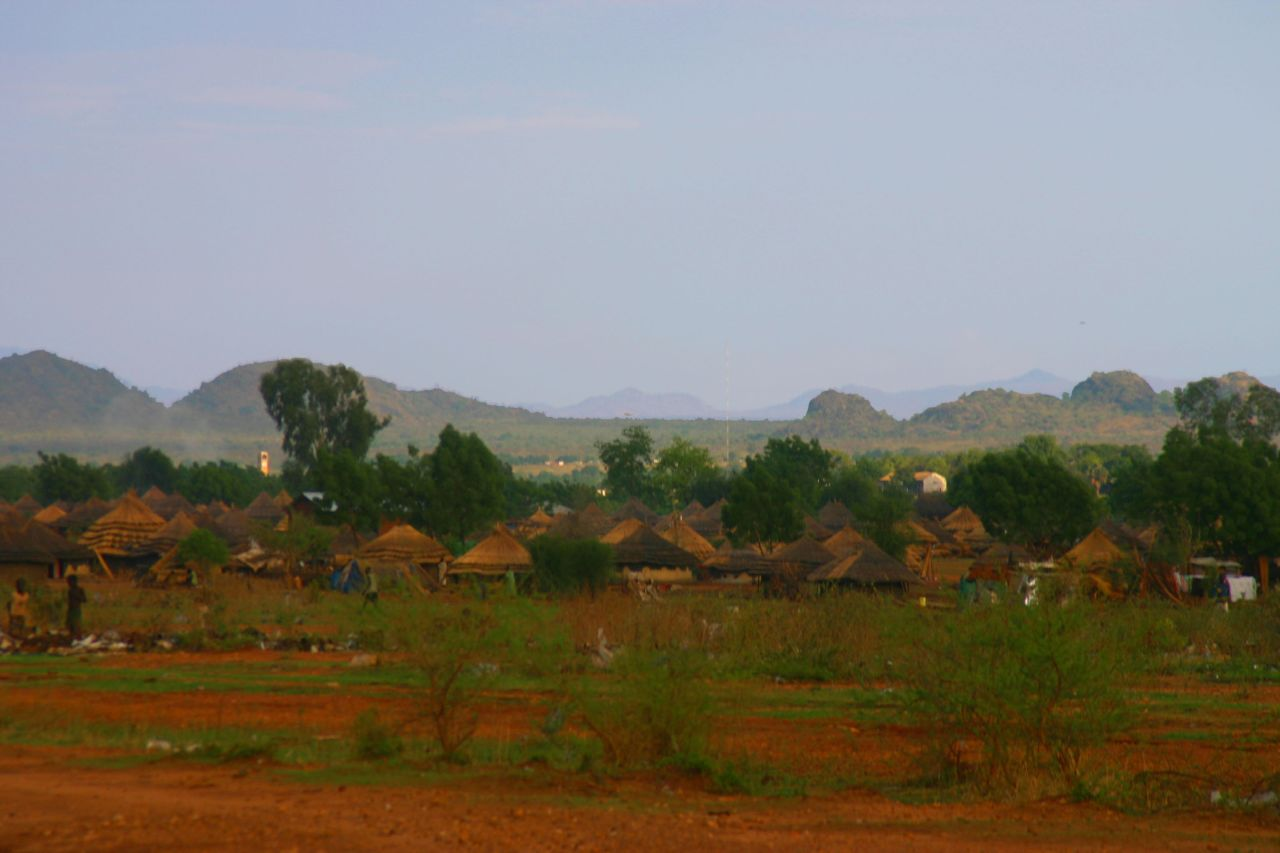
Accampamenti a Giuba
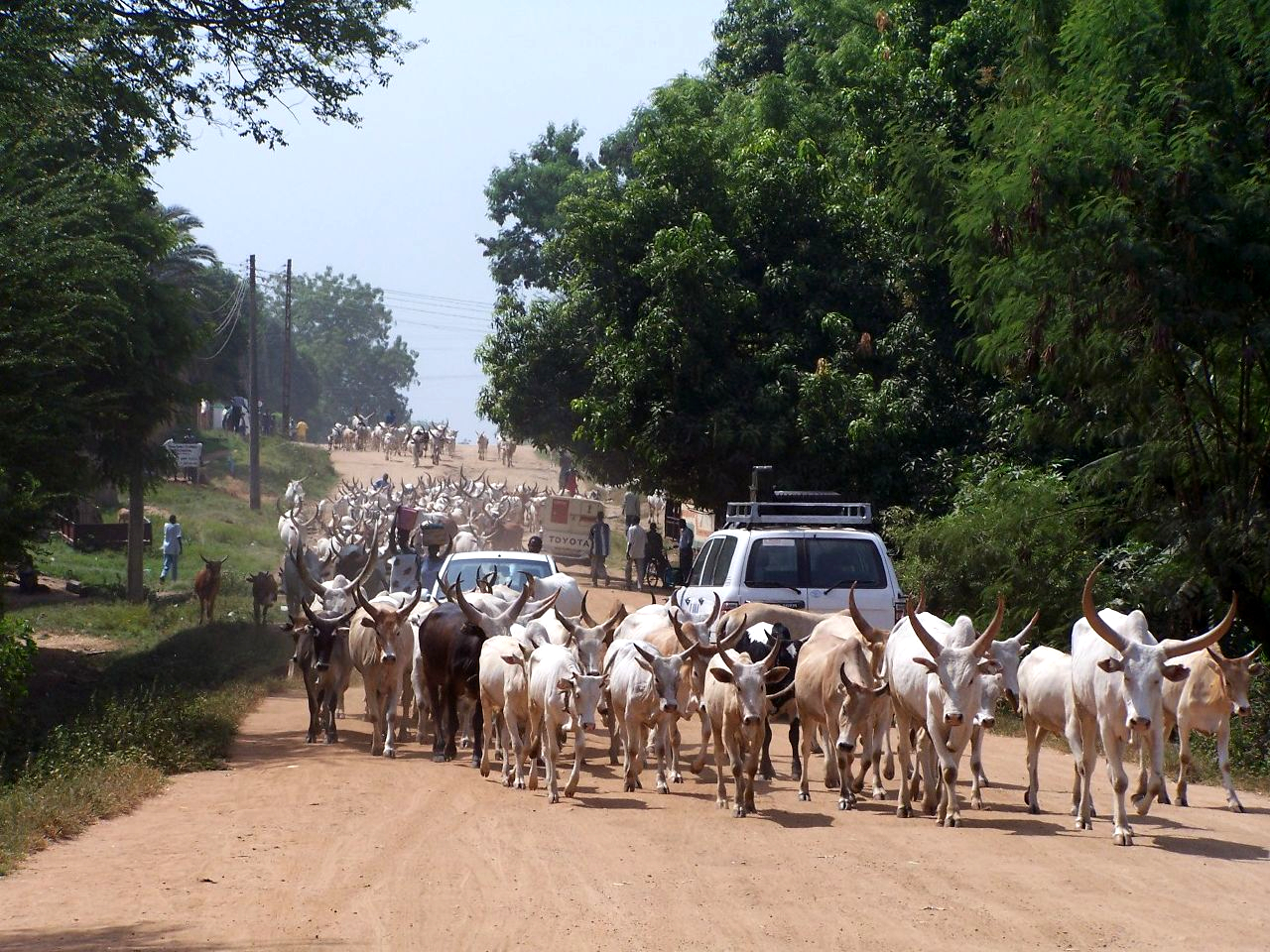
Mandria in strada a Giuba
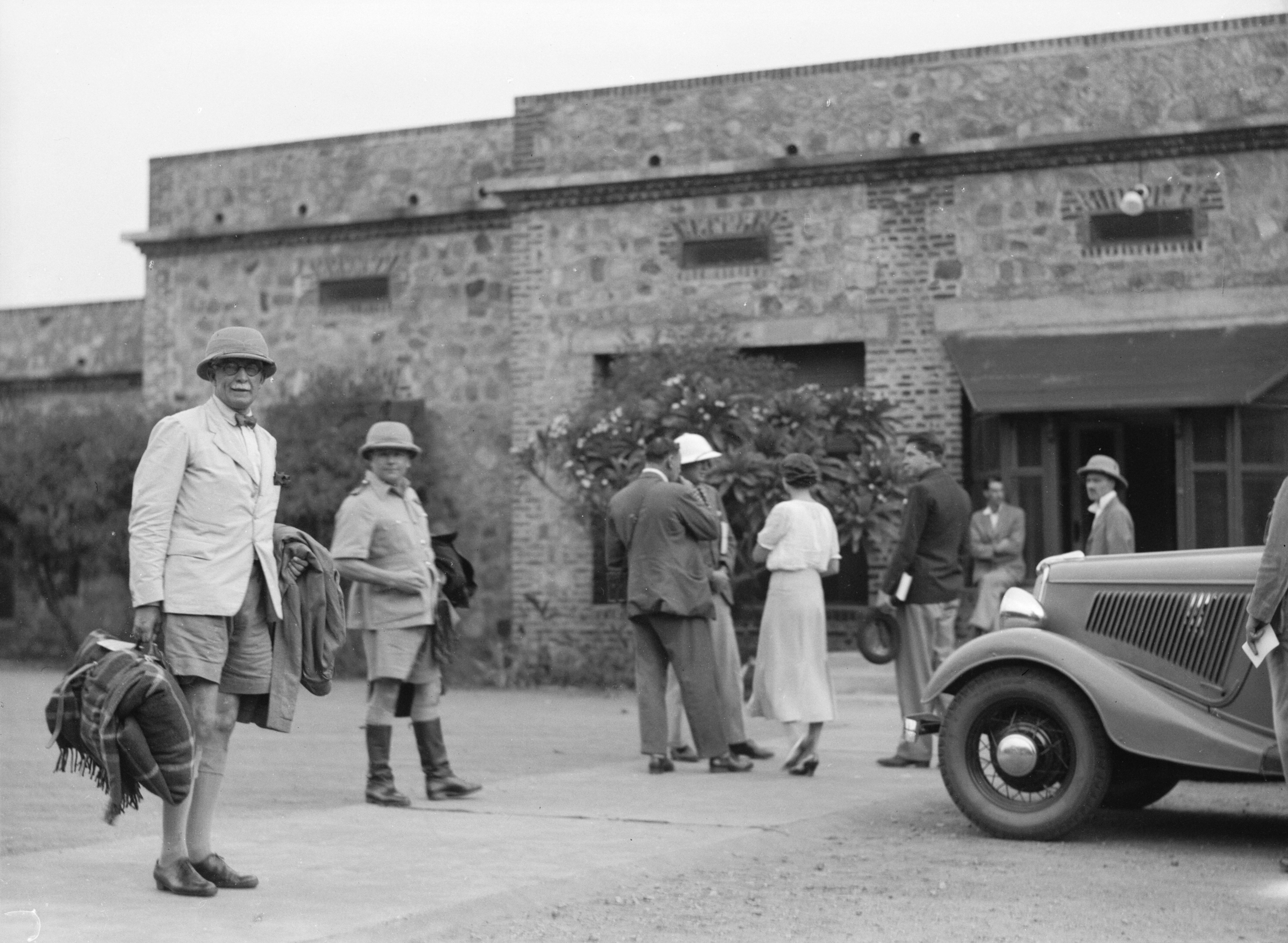
Un albergo a Giuba nel 1936
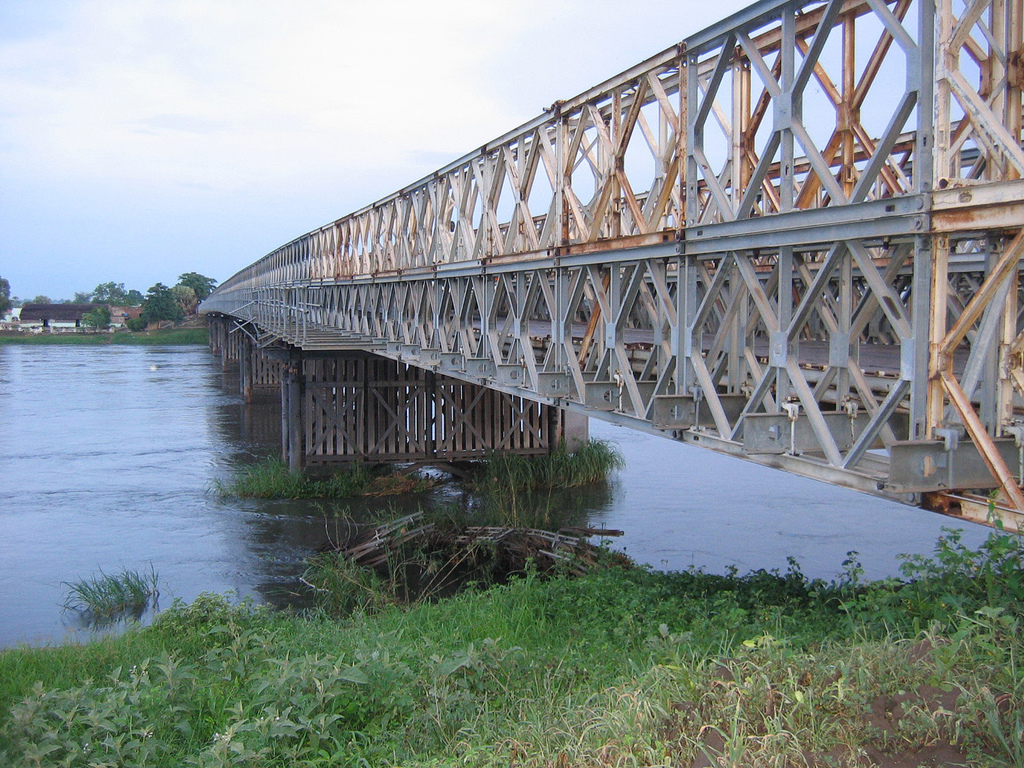
Ponte di Giuba